# Les Claypool
Leslie Edward "Les" Claypool, född 29 september 1963 i Richmond, Kalifornien, är en amerikansk sångare, basist och låtskrivare.
Han är känd som basist och sångare i rockbandet Primus. Han har även bland annat spelat med Blind Illusion (1986–1988) och i supergruppen Oysterhead, och gett ut soloalbumet Of Whales and Woe (2006). Han använder sig av avancerade tekniker när han spelar.
Claypool är sångare i ledmotivet till TV-serien South Park, vars original komponerades av Primus.

## Diskografi (urval)
Med Blind Illusion
- 1988 – The Sane Asylum

Med Primus
- 1988 – Sausage (demo)
- 1988 – Sucking Songs (demo)
- 1989 – Suck on This (live)
- 1990 – Frizzle Fry
- 1991 – Sailing the Seas of Cheese
- 1992 – Miscellaneous Debris (EP)
- 1993 – Pork Soda
- 1994 – Riddles Are Abound Tonight
- 1995 – Tales from the Punchbowl
- 1997 – Brown Album
- 1998 – Rhinoplasty (EP)
- 1999 – Antipop
- 2003 – Animals Should Not Try to Act Like People (EP/DVD)
- 2004 – They Can't All Be Zingers (samlingsalbum)
- 2010 – June 2010 Rehearsal (EP)
- 2011 – Green Naugahyde
- 2014 – Primus & the Chocolate Factory with the Fungi Ensemble
- 2017 – The Desaturating Seven

Med Les Claypool and the Holy Mackerel
- 1996 – Highball with the Devil

Med Les Claypool's Duo de Twang
- 2014 – Four Foot Shack

Med Buckethead
- 1999 – Monsters and Robots

Med Colonel Les Claypool's Fearless Flying Frog Brigade
- 2001 – Live Frogs Set 1 (live)
- 2001 – Live Frogs Set 2 (live)

Med Oysterhead
- 2001 – The Grand Pecking Order

Med The Les Claypool Frog Brigade
- 2002 – Purple Onion

Med Colonel Claypool's Bucket of Bernie Brains
- 2004 – The Big Eyeball in the Sky

Med Les Claypool
- 2006 – Of Whales and Woe
- 2009 – Of Fungi and Foe

Med Electric Apricot
- 2008 – Quest for Festeroo (soundtrack)

Med The Claypool Lennon Delirium
- 2016 – Monolith of Phobos
- 2017 – Lime and Limpid Green
- 2019 – South of Reality

Med Beanpole
- 2018 – All My Kin